# Erwin Jörg
Erwin Jörg (* 10. Januar 1917 in Frickingen; † 11. Februar 1977 in Waldkirch) war ein deutscher Geologe und Paläontologe.

## Leben
Jörg studierte ab 1936 Geologie und Paläontologie an den Universitäten Göttingen und Freiburg. Er wurde 1941 an der Albert-Ludwigs-Universität Freiburg promoviert (Die Tonmergellagen des Hauptmuschelkalkes im Breisgau und im Gebiet der Dinkelberge, ihre Fauna und ihre stratigraphische Bedeutung). Ab 1940 war er Wehrgeologe und kam 1948 aus der amerikanischen bzw. französischen Kriegsgefangenschaft frei. Im Oktober 1948 wurde er wissenschaftlicher Assistent am Geologisch-Paläontologischen Institut der Universität Freiburg und 1953 wurde er Konservator der Landessammlung für Naturkunde (Staatliches Museum für Naturkunde Karlsruhe). 1958 erfolgte die Festanstellung, 1959 wurde er Hauptkonservator und 1970 wurde er leitender Direktor der Landessammlungen für Naturkunde.
Er befasste sich besonders mit Stratigraphie und Fossilien des Tertiärs, zum Beispiel am Kaiserstuhl oder in dem ehemaligen Süßwassersee des Tertiärs von Öhningen und der tertiären Molasse im Alpenvorland. Er war auch an den Grabungskampagnen am Höwenegg beteiligt (teilweise wie in Öhningen unter Leitung von Max Pfannenstiel), wo unter anderem Skelette des Urpferds Hipparion gefunden wurden. Zuletzt befasste er sich mit fossilen Fischen aus dem oberen Buntsandstein von Karlsruhe-Durlach. Von ihm stammen drei Erstbeschreibungen von Fischen aus dem Buntsandstein: Pericentrophorus minimus Jörg, 1969, Dipteronotus aculeatus (Jörg, 1969) und Dorsolepis virgatus Jörg, 1969.
Er war viele Jahre im Vorstand des Deutschen Museumsbundes und 1970 wurde er Vorsitzender des Naturwissenschaftlichen Vereins Karlsruhe.
Bei den Ausgrabungen in Höwenegg arbeitete er auch mit Heinz Tobien zusammen.